# Пітер Скотт
Пітер Скотт (англ. Peter Scott, 14 вересня 1909 — 29 серпня 1989) — британський яхтсмен.
Бронзовий призер Олімпійських Ігор 1936 року в класі Монотип.